# Dominik Meffert
Dominik Meffert (Mayen, 9 april 1981) is een tennisspeler uit Duitsland. Hij heeft nog geen ATP-toernooi gewonnen. Wel deed hij al mee aan grandslamtoernooien. Hij heeft vier challengers in het enkelspel en vijftien challengers in het dubbelspel op zijn naam staan.

## Palmares

### Palmares enkelspel
| Nr.                  | Datum            | Toernooi    | Ondergrond | Tegenstander in finale | Score            |
| -------------------- | ---------------- | ----------- | ---------- | ---------------------- | ---------------- |
| Gewonnen challengers |                  |             |            |                        |                  |
| 1.                   | 17 augustus 2009 | Genève      | Gravel     | Benjamin Balleret      | 6-3, 6-1         |
| 2.                   | 19 april 2010    | Curitiba    | Gravel     | Ricardo Mello          | 6-4, 6-7(3), 6-2 |
| 3.                   | 7 maart 2011     | Kioto       | Tapijt (I) | Cedrik-Marcel Stebe    | 4-6, 6-4, 6-2    |
| 4.                   | 23 juli 2012     | Oberstaufen | Gravel     | Nils Langer            | 6-4, 6-3         |

### Palmares dubbelspel
| Nr.                              | Datum            | Toernooi      | Ondergrond    | Partner            | Tegenstanders in finale                 | Score                  |
| -------------------------------- | ---------------- | ------------- | ------------- | ------------------ | --------------------------------------- | ---------------------- |
| Gewonnen challengers herendubbel |                  |               |               |                    |                                         |                        |
| 1.                               | 28 augustus 2006 | Freudenstadt  | Gravel        | Tomas Behrend      | Alexandre Sidorenko Mischa Zverev       | 7-5, 7-6(5)            |
| 2.                               | 22 januari 2007  | Durban        | Hardcourt     | Rik De Voest       | Stéphane Bohli Noam Okun                | 6-4, 6-2               |
| 3.                               | 10 februari 2010 | Tanger        | Gravel        | Steve Darcis       | Vladimir Ignatik Martin Kližan          | 5-7, 7-5, [10-7]       |
| 4.                               | 12 april 2010    | Pereira       | Gravel        | Philipp Oswald     | Gero Kretschmer Alexander Satschko      | 6-7(4), 7-6(6), [10-5] |
| 5.                               | 19 april 2010    | Curitiba      | Gravel        | Leonardo Tavares   | Ramón Delgado André Sá                  | 3-6, 6-2, [10-4]       |
| 6.                               | 3 januari 2011   | Nouméa        | Hardcourt     | Frederik Nielsen   | Flavio Cipolla Simone Vagnozzi          | 7-6(4), 5-7, [10-5]    |
| 7.                               | 7 maart 2011     | Kioto         | Tapijt (I)    | Simon Stadler      | Andre Begemann James Lemke              | 7-5, 2-6, [10-7]       |
| 8.                               | 25 juli 2011     | Dortmund      | Gravel        | Björn Phau         | Tejmoeraz Gabasjvili Andreij Koeznetsov | 6-4, 6-3               |
| 9.                               | 8 april 2013     | Mersin        | Gravel        | Andreas Beck       | Radu Albot Oleksandr Nedovyesov         | 5-7, 6-3, [10-8]       |
| 10.                              | 29 april 2013    | Tunis         | Gravel        | Philipp Oswald     | Jamie Delgado Andreas Siljeström        | 3-6, 7-6(0), [10-7]    |
| 11.                              | 4 juni 2013      | Caltanissetta | Gravel        | Philipp Oswald     | Alessandro Giannessi Potito Starace     | 6-2, 6-3               |
| 12.                              | 28 juli 2013     | Oberstaufen   | Gravel        | Philipp Oswald     | Stephan Fransen Artem Sitak             | 6-1, 3-6, [14-12]      |
| 13.                              | 6 april 2014     | Saint-Brieuc  | Hardcourt (I) | Tim Pütz           | Victor Baluda Philipp Marx              | 6-4, 6-3               |
| 14.                              | 17 augustus 2014 | Meerbusch     | Gravel        | Matthias Bachinger | Gong Maoxin Peng Hsien-yin              | 6-3, 3-6, [10-6]       |
| 15.                              | 8 maart 2015     | Quimper       | Hardcourt (I) | Flavio Cipolla     | Martin Emmrich Andreas Siljeström       | 3-6, 7-6(5), [10-8]    |

## Resultaten grandslamtoernooien
| Legenda | Legenda                          |
| ------- | -------------------------------- |
| g.t.    | geen toernooi gehouden           |
| l.c.    | lagere categorie                 |
| –       | niet deelgenomen                 |
| G       | uitgeschakeld in de groepsfase   |
| 1R      | uitgeschakeld in de eerste ronde |
| 2R      | uitgeschakeld in de tweede ronde |
| 3R      | uitgeschakeld in de derde ronde  |
| 4R      | uitgeschakeld in de vierde ronde |
| KF      | uitgeschakeld in de kwartfinale  |
| HF      | uitgeschakeld in de halve finale |
| F       | de finale verloren               |
| W       | het toernooi gewonnen            |
| w-v     | winst/verlies-balans             |

### Enkelspel
| Grandslamtoernooien   |      |        |
| Australian Open       | –    | 0-0    |
| Roland Garros         | –    | 0-0    |
| Wimbledon             | –    | 0-0    |
| US Open               | 1R   | 0-1    |
| Winst-verlies         | 0–1  | 0-1    |
| ATP World Tour Finals |      |        |
| ATP World Tour Finals | –    | 0-0    |
| Olympische Spelen     |      |        |
| Olympische Spelen     | g.t. | 0-0    |
| Statistieken          |      |        |
| Totaal aantal titels  | 0    | 0      |
| Totaal winst-verlies  | 2-2  | 5-8    |
| Eindejaarsranking     | 167  | n.v.t. |

### Mannendubbelspel
| Grandslamtoernooien   |      |        |
| Australian Open       | –    | 0-0    |
| Roland Garros         | –    | 0-0    |
| Wimbledon             | 1R   | 0-1    |
| US Open               | –    | 0-0    |
| Winst-verlies         | 0–1  | 0-1    |
| ATP World Tour Finals |      |        |
| ATP World Tour Finals | –    | 0-0    |
| Olympische Spelen     |      |        |
| Olympische Spelen     | g.t. | 0-0    |
| Statistieken          |      |        |
| Totaal aantal titels  | 0    | 0      |
| Eindejaarsranking     | 110  | n.v.t. |